# Laelia rhodea
Laelia rhodea är en fjärilsart som beskrevs av Collenette 1947. Laelia rhodea ingår i släktet Laelia och familjen tofsspinnare. Inga underarter finns listade i Catalogue of Life.